# Кадеа (Бихор)
Кадеа (рум. Cadea) насеље је у Румунији у округу Бихор у општини Сакуени. Oпштина се налази на надморској висини од 112 m.

## Становништво
Према подацима из 2002. године у насељу је живело 1156 становника.

### Попис2002.
| Расподела становништва по националности 2002.‍ | Расподела становништва по националности 2002.‍ | Расподела становништва по националности 2002.‍ | Расподела становништва по националности 2002.‍ | Расподела становништва по националности 2002.‍ |
| --------------------------------------------- | --------------------------------------------- | --------------------------------------------- | --------------------------------------------- | --------------------------------------------- |
|                                               |                                               |                                               |                                               |                                               |
| Румуни                                        | Румуни                                        |                                               | 163                                           | 14,1%                                         |
| Мађари                                        | Мађари                                        |                                               | 930                                           | 80,6%                                         |
| Роми                                          | Роми                                          |                                               | 61                                            | 5,3%                                          |